# Trachelas tranquillus
Trachelas tranquillus là một loài nhện trong họ Trachelidae.
Loài này thuộc chi Trachelas. Trachelas tranquillus được Nicholas Marcellus Hentz miêu tả năm 1847.